# Klaus Dibiasi
Klaus Dibiasi, né le 6 octobre 1947 à Hall in Tirol en Autriche, est un ancien plongeur italien. En quatre participation aux Jeux olympiques, Dibiasi a remporté trois titres olympiques sur l'épreuve de plateforme à 10 mètres, épreuve qu'il domina durant les années 1960 et 1970. Il compte également deux autres podiums olympiques ainsi que deux titres mondiaux.

## Biographie
Né en Autriche de parents italiens, Klaus Dibiasi retrouve l'Italie durant son enfance et la ville de Bolzano où il obtient sa licence. Son père, Carlo Dibiaisi, lui-même ancien plongeur, a participé aux Jeux olympiques en 1936. C'est lui qui entraîne son fils qui suit le chemin emprunté par son père. 
Lors de sa première participation aux Jeux olympiques en 1964 à Tokyo, le plongeur italien remporta sa première médaille en prenant la seconde place sur l'épreuve de plateforme à 10 mètres (haut-vol). Quatre ans plus tard à Mexico, l'Italien gagne son premier titre olympique en haut-vol mais rate de peu le doublé sur l'épreuve de tremplin à 3 mètres. Désormais largement favori des épreuves sur lesquelles le plongeur s'aligne, il conserve son titre olympique à Munich en 1972 avant de remporter un troisième titre olympique consécutif sur sa discipline de prédilection en 1976 à Montréal. C'est après cette compétition que Dibiasi prit sa retraite avant d'entraîner l'équipe italienne de plongeon. Aux championnats du monde, le plongeur remporte deux titres mondiaux et deux médailles d'argent lors des deux premières éditions de la compétition mondiale en 1973 et 1975. Il est désormais conseiller auprès de la fédération italienne de natation.
Premier champion olympique italien en plongeon, il est également le seul plongeur triple champion olympique consécutif et médaillé lors de quatre olympiades. En 1981, Klaus Dibiasi est intégré comme membre de l'International Swimming Hall of Fame, ce musée sportif reconnaissant les plus grands acteurs des sports aquatiques. Jusqu'à sa retraite, l'Italien était le meilleur plongeur de haut-vol. Lors de sa dernière médaille d'or obtenue en 1976, il devance celui qui dominera le plongeon mondial lors des années 1980, l'Américain Greg Louganis.

## Hommage
Le 7 mai 2015, en présence du président du Comité national olympique italien (CONI), Giovanni Malagò, a été inauguré  le Walk of Fame du sport italien dans le parc olympique du Foro Italico de Rome, le long de Viale delle Olimpiadi. 100 tuiles rapportent chronologiquement les noms des athlètes les plus représentatifs de l'histoire du sport italien. Sur chaque tuile figure le nom du sportif, le sport dans lequel il s'est distingué et le symbole du CONI. L'une de ces tuiles lui est dédiée .

## Palmarès

### Jeux olympiques
- Jeux olympiques de 1964 à Tokyo (Japon) :
  -  Médaille d'argent sur l'épreuve de plateforme à 10 mètres.
  - 13e place sur l'épreuve du tremplin à 3 mètres.

- Jeux olympiques de 1968 à Mexico (Mexique) :
  -  Médaille d'or sur l'épreuve de plateforme à 10 mètres.
  -  Médaille d'argent sur l'épreuve du tremplin à 3 mètres.

- Jeux olympiques de 1972 à Munich (RFA) :
  -  Médaille d'or sur l'épreuve de plateforme à 10 mètres.
  - 4e place sur l'épreuve du tremplin à 3 mètres.

- Jeux olympiques de 1976 à Montréal (Canada) :
  -  Médaille d'or sur l'épreuve de plateforme à 10 mètres.
  - 8e place sur l'épreuve du tremplin à 3 mètres.

### Championnats du monde
- Championnats du monde 1973 à Belgrade (Yougoslavie) :
  -  Médaille d'or sur l'épreuve de plateforme à 10 mètres.
  -  Médaille d'argent sur l'épreuve du tremplin à 3 mètres.

- Championnats du monde 1975 à Cali (Colombie) :
  -  Médaille d'or sur l'épreuve de plateforme à 10 mètres.
  -  Médaille d'argent sur l'épreuve du tremplin à 3 mètres.

### Divers
- 3 titres européens en 1966 et 1974.